# Pardisynopia lolo
Pardisynopia lolo är en kräftdjursart. Pardisynopia lolo ingår i släktet Pardisynopia och familjen Pardaliscidae. Inga underarter finns listade i Catalogue of Life.